# پروتئین ناقل وزیکولی
پروتئین ناقل وزیکولی یا پروتئین انتقال‌دهنده وزیکولی یا انتقال‌دهنده وزیکولی، یک پروتئین غشایی است که حرکت مولکول‌های ویژه را در غشای وزیکول تنظیم یا تسهیل می‌کند. بنابراین ناقل‌های وزیکولی غلظت مولکول‌های درون وزیکول را کنترل می‌کنند.

## گونه‌ها
نمونه‌ها عبارتند از:
- آرکین
- فاکتور ریبوزیلاسیون ای‌دی‌پی (ARF)
- کلاترین
- کاولین
- دینامین و پروتئین‌های مرتبط، مانند خانواده پروتئین‌های EHD
- پروتئین‌های راب
- SNAREها
- پروتئین‌های آداپتور ناقل وزیکولی مانند Sorting nexins
- Synaptotagmin
- مجموعه TRAPP
- Synaptophysin
- اوکسیلین

## مسیرها
مسیرهای پرشماری هستند که هر کدام از پوشش و جی‌تی‌پی‌آز ویژهٔ خود استفاده می‌کنند.
- COPI (مجموعه پروتئین پوشش سیتوزولی): جابه‌جایی پس‌رونده؛ گلژی ← شبکه آندوپلاسمی
- COPII (مجموعه پروتئین پوشش سیتوزولی): جابه‌جایی پیش‌رونده؛ شبکه آندوپلاسمی صاف ← چهره سیس گلژی
- کلاترین: چهره ترانس گلژی ← لیزوزوم و غشای پلاسمایی ← اندوزوم (اندوسیتوز واسطه-گیرنده)